# قطعنامه ۱۴۹۳ شورای امنیت
قطعنامه ۱۴۹۳ شورای امنیت سازمان ملل متحد که در تاریخ ۲۸ ژوئیه ۲۰۰۳ تصویب شد، سندی بین‌المللی دربارهٔ اوضاع در مورد جمهوری دموکراتیک کنگو است. این قطعنامه طی نشست ۴۷۹۷ام با ۱۵ رای موافق، ۰ مخالف و ۰ ممتنع تصویب شد.